# Pierre Richer de Belleval

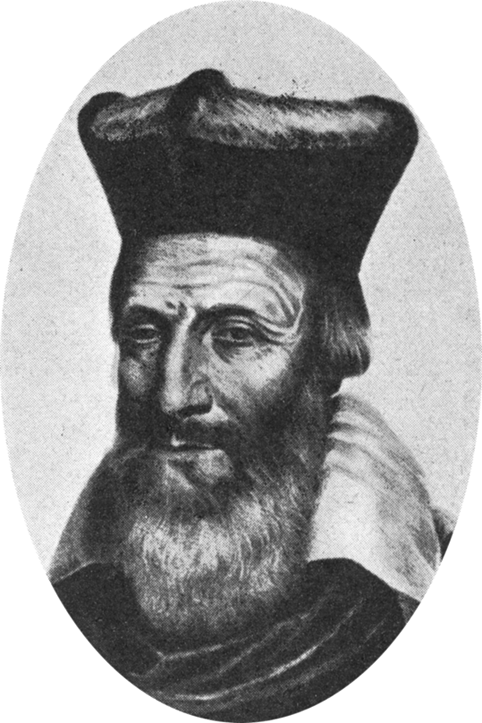
Pierre Richer de Belleval

Pierre Richer de Belleval (um 1564 in Châlons-en-Champagne; † 17. November 1632 in Montpellier) war ein französischer Botaniker und Mediziner. Sein offizielles botanisches Autorenkürzel lautet „Rich.Bell.“.

## Leben und Wirken
Belleval studierte ab 1584 Medizin an den Universitäten Montpellier und Avignon. Approbation 1587. Danach war er praktischer Arzt in Avignon und Pézenas. 1593 erhielt er einen Lehrstuhl für Anatomie und Botanik an der Medizinischen Hochschule in Montpellier, wo er 1593 unter der Regentschaft von Heinrich IV. mit dem Jardin des Plantes de Montpellier den ersten Botanischen Garten Frankreichs nach dem Vorbild des 1545 gegründeten Botanischen Gartens von Padua gründete.
In Montpellier begann er damit, die Flora des Languedoc zu erforschen. Er sammelte die Pflanzen und kultivierte sie im Botanischen Garten.